# Distretto di Bagalkot
Il distretto di Bagalkot è un distretto del Karnataka, in India, di 1 652 232 abitanti. È situato nella divisione di Belgaum e il suo capoluogo è Bagalkot.
Un importante sito archeologico che è localizzato nel distretto è Aihole.